# Odete Maria Freitas Belo

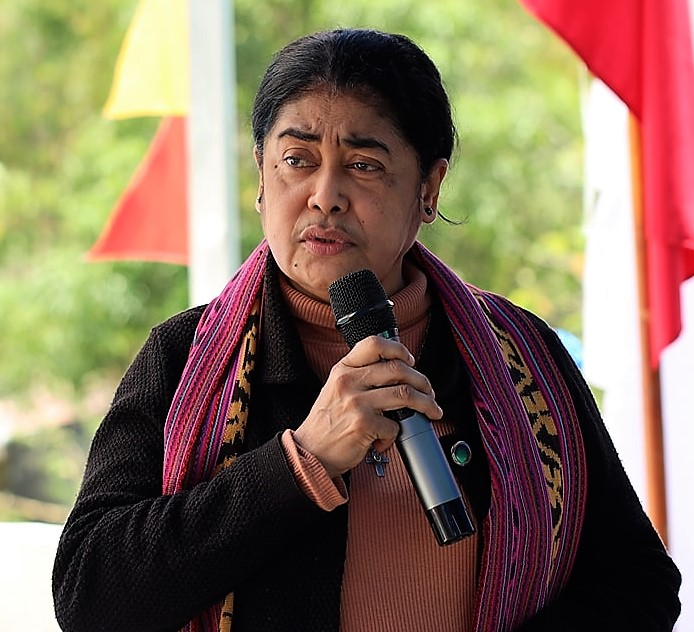
Gesundheitsministerin Belo (2022)

Odete Maria Freitas Belo (* 21. Februar 1966 in Baucau, Portugiesisch-Timor) ist eine Medizinerin und Politikerin aus Osttimor. Sie ist Mitglied der FRETILIN.

## Werdegang
1996 schloss Belo ihr Medizinstudium an der indonesischen Udayana-Universität ab. 2010 erhielt sie ihren Master in Öffentlicher Gesundheit an der Gadjah-Mada-Universität. Fünf Jahre praktizierte Belo als Allgemeinmedizinerin in der Gemeinde Viqueque. Ansonsten war sie im Management und in der Verwaltung von Gesundheitsdiensten tätig.
Von 2010 bis 2012 war Belo stellvertretende Direktorin für Zusammenarbeit und Verwaltung der externen Gesundheitsfonds, von 2012 bis 2015 Vorsitzende des zeitweiligen Verwaltungs- und Funktionsausschusses des Autonomen Dienstes für Arzneimittel und Gesundheitsmittel E.P. (SAMES E.P.), die Unregelmäßigkeiten bei dem öffentlichen Unternehmen untersuchte, und ab 2015 Vorsitzende des Liquidationsausschusses des SAMES. Schließlich war sie von 2015 bis 2020 Exekutivdirektorin und Präsidentin des Verwaltungsrats des SAMES.
Am 29. Mai 2020 wurde Belo zur neuen Gesundheitsministerin der  osttimoresischen Regierung vereidigt. Das Ministeramt hatte sie bis zum Ende der Legislaturperiode am 30. Juni 2023 inne.